# Bochotniczanka
Bochotniczanka – niewielka rzeka, prawostronny dopływ Bystrej, przepływająca przez Nałęczów. Na swojej drodze ma m.in. staw w Parku Zdrojowym w Nałęczowie.

## Źródło
Źródła rzeki znajdują się pomiędzy Cynkowem a Nałęczowem. Jest ich osiem i rzeka zasilana jest z nich w około 47 procentach. Rzekę zasila też strumyk płynący, z okolic Czesławic przez Cynków.

## Zlewnia
Zlewnia Bochotniczanki znajduje się na łączeniu dwóch mezoregionów Wyżyny Lubelskiej: Płaskowyżu Nałęczowskiego oraz Równiny Bełżyckiej. Wraz z rzeką Bystrą jest jedną z głównych cieków odwadniających gminę Nałęczów.

## Jakość wody
W badaniach parametrów fizyczno-chemicznych przeprowadzonych w 2012 roku stwierdzono, że woda w rzece nie spełnia kryteriów dobrego stanu ekologicznego. Głównym źródłem zanieczyszczeń są tzw. zanieczyszczenia obszarowe, w szczególności zanieczyszczenia spłukiwane opadami atmosferycznymi z obszarów rolnych. Występowanie w wodzie bakterii z grupy coli wskazuje na bezpośrednie ich zanieczyszczenie ściekami bytowymi i klasyfikuje wodę w V klasie jakości (według kryteriów z okresu, gdy parametr ten był stosowany w podstawowej klasyfikacji jakości wód). Ma na to wpływ nieuporządkowana gospodarka ściekowa w zlewni rzeki: stadnina koni, ferma krów oraz baza wozów asenizacyjnych.
Podczas badań jakości wody zmierzono m.in. BZT5, ChZTCr, fosforany i zawiesiny ogólne. Badania te klasyfikowały wody Bochotniczanki poza kryteriami dobrego stanu ekologicznego.

### Staw parkowy a zanieczyszczenie
Dzięki stawowi, który pełni rolę zbiornika zaporowego zanieczyszczenia nie są całkowicie przenoszone do dolnego biegu rzeki, co znacząco poprawia jakość wody poniżej stawu. Jednocześnie przez skumulowanie zanieczyszczeń w zbiorniku dochodzi tam do okresowego niedotlenienia które z kolei może prowadzić do śnięcia ryb. Sytuacja taka miała miejsce m.in. w 2012 roku.